# Zsolt Kunyik
Zsolt Kunyik (ur. 23 kwietnia 1974) – węgierski judoka. Olimpijczyk z Atlanty 1996, gdzie zajął 21. miejsce w wadze ekstralekkiej.
Uczestnik mistrzostw świata w 1995. Startował w Pucharze Świata w latach 1992, 1993 i 1995-2001. Medalista kraju.

## Letnie Igrzyska Olimpijskie 1996
| Konkurencja | Eliminacje              | Klas. końcowa |
| Konkurencja | przeciwnik I            | miejsce       |
| ----------- | ----------------------- | ------------- |
| 60 kg       | Piotr Kamrowski (POL) P | 21.           |